# Парламентские выборы в Великобритании (1950)
Парламентские выборы в Великобритании 1950 года — демократические выборы, проведённые 23 февраля 1950 года. На выборах победили правящие лейбористы во главе с Клементом Эттли. Однако победа лейбористов была непрочной — их отрыв от консерваторов во главе с Уинстоном Черчиллем уменьшился с рекордных 196 мест до 33. Это повлияло на скорое проведение выборов 1951 года, на которых власть получили консерваторы.
В выборах от округа Дартфорд, где традиционно побеждали лейбористы, в первый раз в своей политической карьере приняла участие консерватор Маргарет Тэтчер (тогда ещё Робертс). Как самый молодой кандидат и единственная баллотировавшаяся женщина она привлекла внимание прессы.
Во время пребывания у власти лейбористы в рамках выполнения предвыборных обещаний провели широкомасштабную национализацию для обеспечения всеобщей занятости, а также создали национальную систему здравоохранения. Однако трудности, связанные с последствиями Второй мировой войны для экономики Великобритании, не позволили лейбористам выполнить свою программу без значительного увеличения расходов (при этом значительную экономическую помощь Великобритания получала по плану Маршалла). Неудачная финансовая политика привела, в частности, к вынужденной девальвации фунта стерлингов почти на 30 % 18 сентября 1949 года. Наконец, в 1948 году были изменены границы некоторых избирательных округов, что позволило уменьшить число небольших по населению округов, выдвигающих своих кандидатов в Палату общин.

## Результаты выборов
| Партия                             | Лидер            | Голосов    | %    | Мест | Δ мест |
| ---------------------------------- | ---------------- | ---------- | ---- | ---- | ------ |
| Лейбористы                         | Клемент Эттли    | 13 266 176 | 46,1 | 315  | ▼ 78   |
| Консерваторы                       | Уинстон Черчилль | 11 507 061 | 40,0 | 282  | ▲ 85   |
| Либералы                           | Клемент Дэвис    | 2 621 487  | 9,1  | 9    | ▼ 3    |
| Национальные либералы              | Джон Маклей      | 985 343    | 3,4  | 16   | ▲ 5    |
| Коммунисты                         | Гарри Поллит     | 91 765     | 0,3  | 0    | ▼ 2    |
| Националистическая партия СИ       |                  | 65 211     | 0,2  | 2    | 0      |
| Ирландские лейбористы              |                  | 52 715     | 0,2  | 0    | 0      |
| Независимые лейбористы (кандидаты) |                  | 26 395     | 0,1  | 0    | 0      |
| Независимые консерваторы           |                  | 24 732     | 0,1  | 0    | 0      |
| Шинн Фейн                          |                  | 23 362     | 0,1  | 0    | 0      |
| Партия Уэльса                      |                  | 17 580     | 0,1  | 0    | 0      |
| Независимые либералы               |                  | 15 066     | 0,1  | 1    | ▼ 1    |
| ШНП                                |                  | 9 708      | 0,0  | 0    | 0      |
| Независимые лейбористы (партия)    |                  | 4 112      | 0,0  | 0    | ▼ 3    |
| Независимые (национальные)         |                  | 1 380      | 0,0  | 0    | ▼ 2    |

Всего было подано 28 771 124.